# روزهای عالی
روزهای عالی (به انگلیسی: Perfect Days) فیلمی ژاپنی-آلمانی به کارگردانی ویم وندرس است. این فیلم چهار داستان کوتاه را با هم ترکیب می‌کند و کوجی یاکوشو در نقش یک تمیزکننده توالت در آن بازی می‌کند.
«روزهای عالی» در ۲۳ مه ۲۰۲۳ در  هفتاد و ششمین جشنواره فیلم کن نمایش داده شد، جایی که برای نخل طلا رقابت کرد و جایزه هیئت داوران جهانی را برد و جایزه بهترین بازیگر مرد برای کوجی یاکوشو. این فیلم نامزد جایزه اسکار بهترین فیلم بین‌المللی در نود و ششمین دوره جوایز اسکار شد، و اولین فیلم کارگردانی یک فیلم‌ساز غیرژاپنی بود که به عنوان فیلم ورودی ژاپنی نامزد شد.

## خلاصه داستان
هیرایاما به عنوان یک تمیزکننده توالت عمومی در منطقه مجلل شیبویا-کو، توکیو در توکیو کار می‌کند. او در آن سوی شهر در خانه ساده خود در محله ای نه چندان مرغوب در شرق رود سومیدا زندگی می‌کند. او روال منظم و تکراری خود را هر روز از سحر شروع می‌کند. او اوقات فراغت خود را وقف علاقه‌اش به کاست‌های موسیقی می‌کند که در ون خود به آنها گوش می‌دهد و وقتی از سر کار به خانه اش برمی گردد به کتاب‌هایش که هر شب قبل از خواب می‌خواند می‌پردازد. او داستان‌های ویلیام فاکنر و پاتریشا های‌اسمیت و مقاله‌های آیا کودا را می‌خواند. رویاهای او در سکانس‌های امپرسیونیستی سوسو زننده در پایان هر روز نشان داده می‌شود.

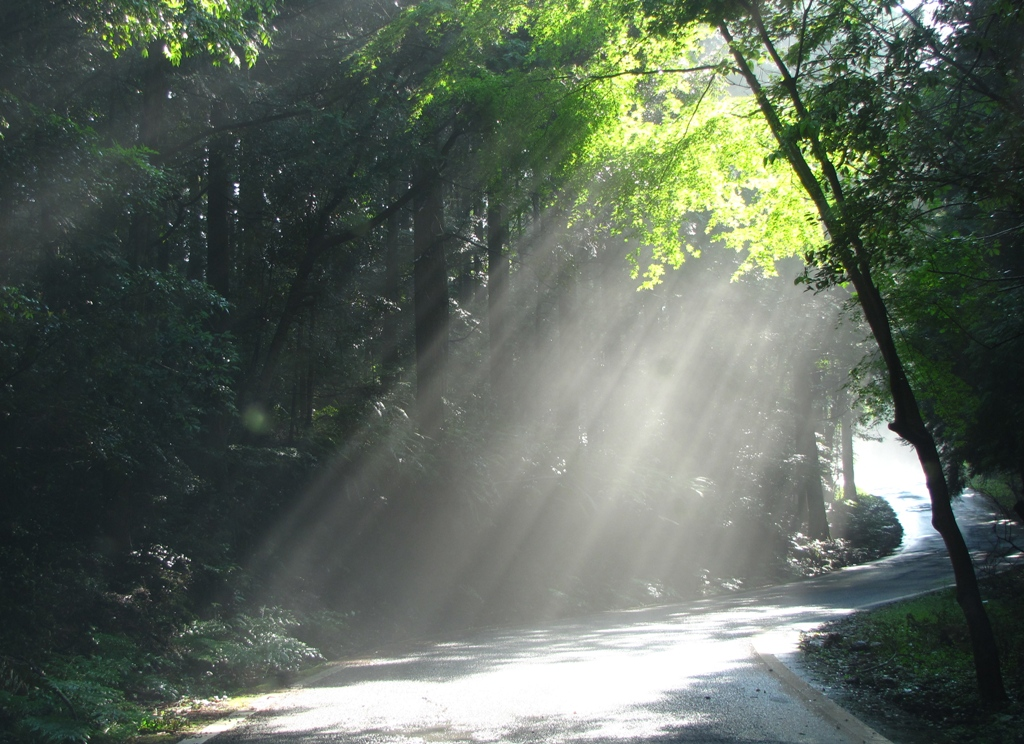
نمونه ای از «کوموربی» (木漏れ日) نور خورشید که از لابه لای شاخه‌های درختان عبور می‌کند.

هیرایاما به درختان نیز علاقه زیادی دارد و وقت خود را به باغبانی و عکاسی از درختان می‌گذراند. او هر روز یک ساندویچ زیر سایه درختان در محوطه یک زیارتگاه می‌خورد و از شاخه‌ها و برگ‌های آن‌ها و «کوموربی» (木漏れ日) - نور خورشید فیلتر شده توسط برگ‌ها -عکس‌های آنالوگ می‌گیرد. غرور او در کارش از ظرافت و دقت آن آشکار است. دستیار جوان هیرایاما، تاکاشی، اغلب دیر سرکار می‌آمد، با صدای بلند حرف می‌زند و آنقدرها دقیق نیست. یک روز، زن جوانی به نام «آیا» در کنار توالت عمومی منتظر است و تاکاشی در حال تمیز کردن است، بنابراین او با عجله تمام می‌کند. او سعی می‌کند با آیا برود، اما موتورش روشن نمی‌شود، بنابراین هیرایاما را متقاعد می‌کند که اجازه دهد از ون استفاده کند.
وقتی ایا می‌گوید تاکاشی می‌تواند پیش او بماند، زیرا او در بارهای میزبان و مهماندار کار می‌کند، او با صدای بلند شکایت می‌کند که او خراب است. تاکاشی بدون اینکه هیرایاما بداند، نوار پتی اسمیت هیرایاما را در کیف آیا می‌اندازد. تاکاشی با هیرایاما صحبت می‌کند تا به مغازه ای برود تا برخی از کاست‌هایش را ارزیابی کنند. وقتی تاکاشی متوجه می‌شود که چقدر آنها ارزشمند هستند، از هیرایاما می‌خواهد که آنها را بفروشد، اما هیرایاما قبول نمی‌کند و مقداری پول نقد به او می‌دهد تا بتواند آیا را بیرون ببرد. وقتی بنزین هیرایاما در راه خانه تمام می‌شود، مجبور می‌شود یک کاست را به پول بنزین بفروشد. هیرایاما پس از پیدا کردن یک تکه کاغذ که در یک غرفه پنهان شده است، یک بازی ایکس او را با یک غریبه آغاز می‌کند. بازی در طول فیلم ادامه دارد. او با زن غریبه ای که یک نیمکت در حال خوردن ناهار است، نگاه‌های پنهانی رد و بدل می‌کند.
آیا با هیرایاما تماس می‌گیرد تا کاست پتی اسمیت را برگرداند. او می‌خواهد که آن را برای آخرین بار در ون خود بازی کند، و سپس گونه او را می بوشد و او را به طرز مشهودی مبهوت می‌کند. هیرایاما در روز آزادش لباس‌هایش را می‌شوید، فیلم خام برای عکس‌های درختش می‌خرد، آپارتمانش را تمیز می‌کند، کتاب جدیدی می‌خرد، و در رستورانی می‌خورد که مالک با او از شایعات می‌گوید. «نیکو»، خواهرزاده هیرایاما، بدون اطلاع قبلی ظاهر می‌شودکه از خانه خواهر ثروتمند هیرایاما، کیکو فرار کرده است. او به نیکو اجازه می‌دهد تا طی دو روز آینده او را در محل کار همراهی کند. آن دو از درختان پارک عکاسی می‌کنند و با هم دوچرخه سواری می‌کنند. در نهایت، کیکو می‌آید تا نیکو را با ماشینش به خانه بازگرداند.
کیکو به او می‌گوید که زوال عقل پدرشان بدتر شده است و می‌پرسد که آیا هیرایاما او را در خانه سالمندانی که در آن زندگی می‌کند ملاقات می‌کند یا خیر. او می‌گوید که او دیگر چیزی را تشخیص نمی‌دهد و رفتاری که قبلاً انجام می‌داد نخواهد داشت. هیرایاما با اندوه نپذیرفت اما خواهرش را در آغوش گرفت و خداحافظی کرد. قبل از رفتن، از او می‌پرسد که آیا واقعاً برای امرار معاش توالت‌ها را تمیز می‌کند، و او می‌گوید بله. همان‌طور که آنها از آنجا دور می‌شوند، هیرایاما شروع به گریه می‌کند. روز بعد، تاکاشی بدون اطلاع قبلی استعفا می‌دهد و هیرایاما را تنها می‌گذارد تا شیفت را خودش پوشش دهد. بعداً، همان‌طور که هیرایاما به رستوران معمولی خود می‌رود، در را باز می‌کند و مالک را می‌بیند که مردی را در آغوش گرفته است. هیرایاما با عجله می‌رود، سیگار و سه نوشیدنی هایبال می‌خرد تا در ساحل رودخانه نزدیک مصرف کند. مردی که هیرایاما در رستوران دید نزدیک می‌شود و از او سیگار می‌خواهد.
مرد به او می‌گوید که صاحب رستوران همسر سابقش است که هفت سال بود او را ندیده بود و یک سال بعد از طلاق او رستورانش را افتتاح کرد. او می‌گوید که قبل از مرگ بر اثر سرطان به دیدار او رفت تا باهم صلح کنند و به هیرایاما گفت که از او مراقبت کند. هیرایاما با پیشنهاد نوشیدنی به او و دعوت از او برای بازی تگ سایه، حال و هوا را سبک می‌کند و در نهایت راهشان از هم جدا می‌شود. صبح روز بعد، هیرایاما یک هفته کاری دیگر را آغاز می‌کند. همان‌طور که او ون خود را می‌راند و به نینا سیمون آواز "حس خوب گوش می‌دهد)، طیفی از احساسات قدرتمند صورتش را فرا می‌گیرد.

## بازیگران
- کوجی یاکوشو به عنوان هیرایاما
- تاکیو اموتو به عنوان تاکاشی
- آریسا ناکانو در نقش نیکو
- آئویی یامادا به عنوان آیا
- یومی آسو در نقش کیکو
- سایوری ایشیکاوا به عنوان ماما
- توموکازو میورا به عنوان تومویاما
- مین تاناکا به عنوان بی‌خانمان[۱]
- ویم وندرس به عنوان مشتری فروشگاه کاست

## تولید

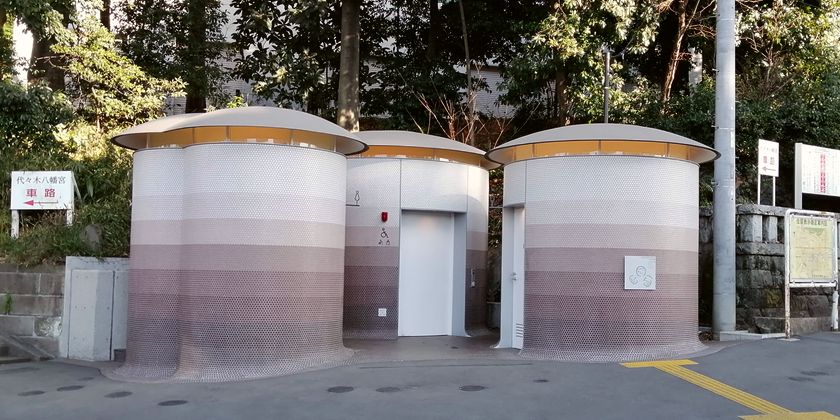
توالت توکیو، یویوگی-هاچیمان یکی از مکان‌های فیلمبرداری بود

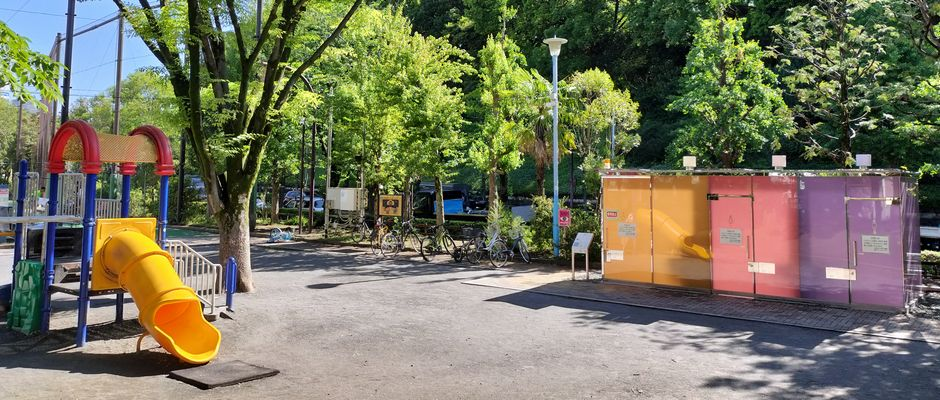
توالت توکیو، مینی پارک یویوگی فوکاماچی دیوارهایی دارد که با روشن شدن مات می‌شوند

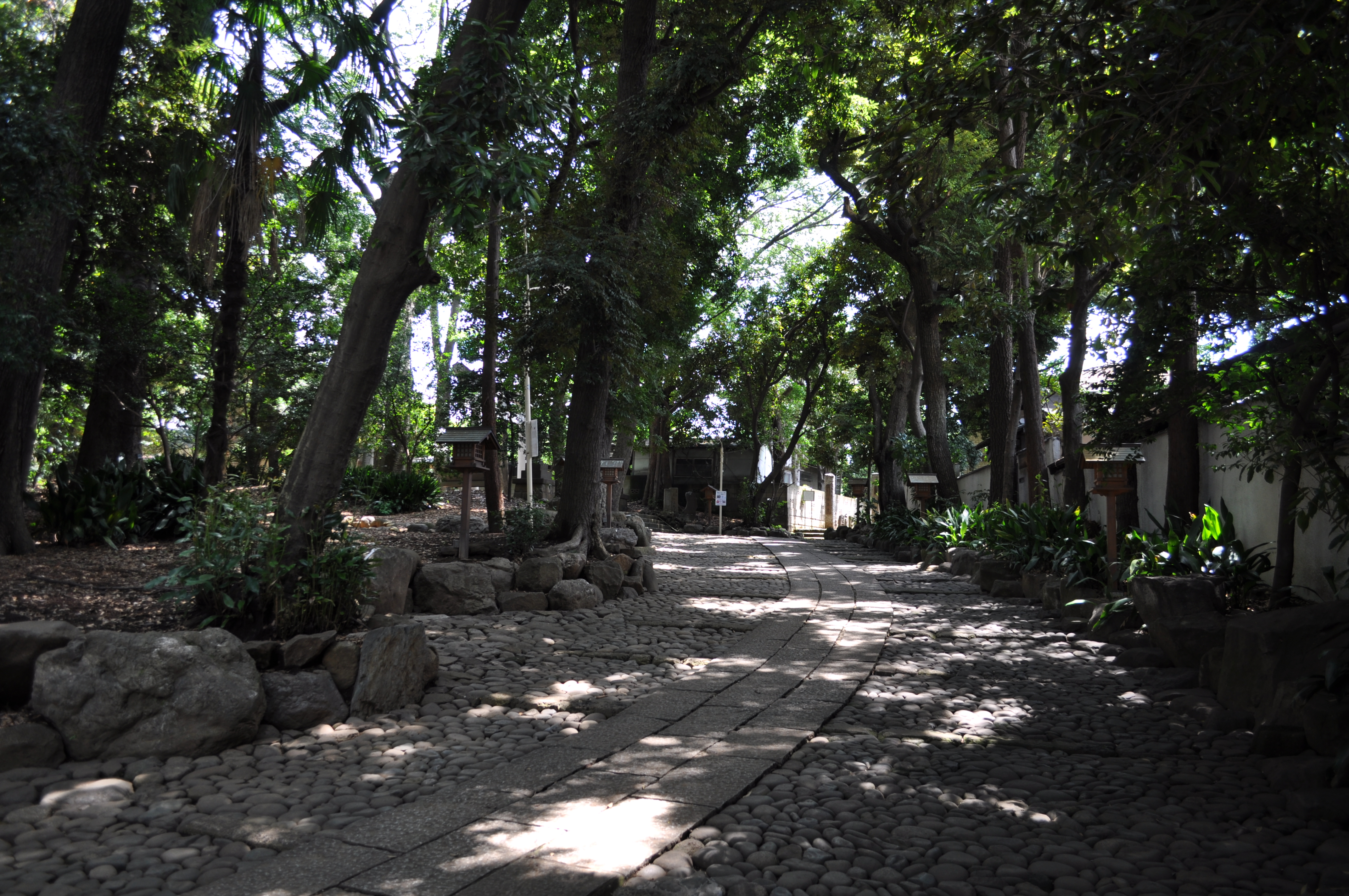
یویوگی-هاچیمان-گو محل فیلمبرداری بود که هیرایاما در آن به استراحت ناهار می‌پردازد

درست پس از کاهش اقدامات احتیاطی دنیاگیری کووید-۱۹، وندرس توسط تاداشی یانائی به توکیو دعوت شد تا توالت توکیو را مشاهده کند، پروژه ای که در آن توالت‌های عمومی ژاپنی در ۱۷ مکان در سراسر شیبویا با طراحی مجدد طراحی شدند. کمک ۱۶ سازنده دعوت شده از سراسر جهان. از وندرس دعوت شد تا نگاهی به منحصر به فرد بودن هر یک از این امکانات بیندازد. در ابتدا، تهیه‌کنندگان تصور می‌کردند که وندرس یک فیلم کوتاه یا مجموعه‌ای از فیلم‌های کوتاه بر روی این امکانات بسازد، اما او یک فیلم بلند را انتخاب کرد و تاکوما تاکاساکی، یکی از فیلم‌نامه‌نویسان، توضیح داد که مفهوم شخصیت هیرایاما برای آنها قلمرو جدیدی به نظر می‌رسد. این فیلم توسط مستر مایند لیمیتد از ژاپن و با همکاری وندرز ایمجز از آلمان تولید شده است.
این فیلم بیش از ۱۷ روز در توکیو فیلمبرداری شد.
سبک فیلم از سبک کارگردان ژاپنی یاسوجیرو اوزو الهام گرفته شده است. رویکرد مینیمالیستی به داستان سرایی، تمرکز بر زندگی معمولی، و نسبت ابعاد ۴:۳ فیلم، همگی نشانه‌های اوزو هستند. همچنین، نام هیرایاما از یک نام شخصیت رایج در فیلم‌های اوزو (داستان توکیو، بعدازظهر پاییزی).

## انتشار
روزهای عالی برای رقابت نخل طلای جشنواره فیلم کن ۲۰۲۳ انتخاب شد، و در آنجا نخستین نمایش جهانی خود را در ۲۵ مه ۲۰۲۳ داشت.

### پاسخ انتقادی

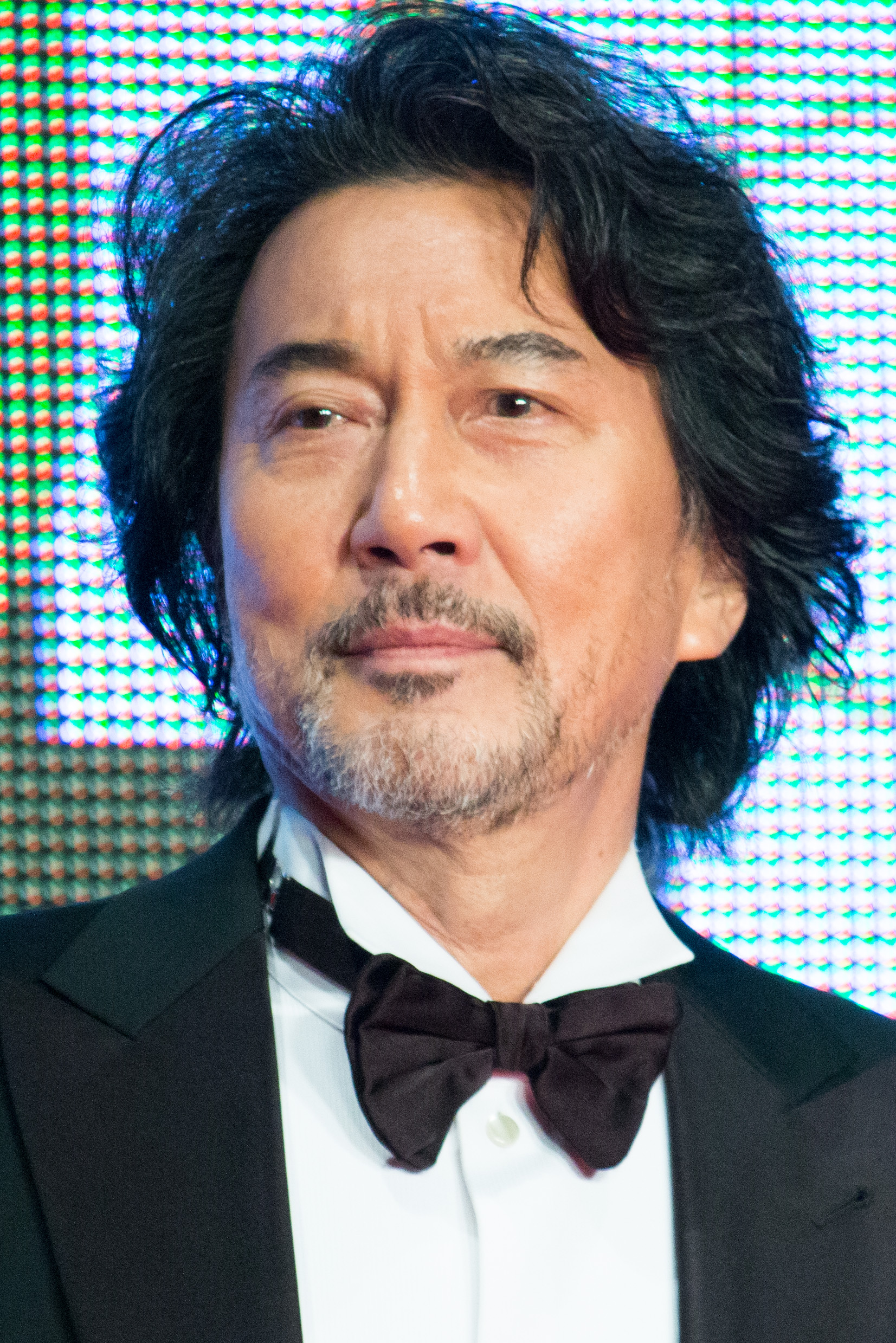
اجرای کوجی یاکوشو با برنده شدن او در جایزه بهترین بازیگر مرد جشنواره کن مورد تحسین جهانی قرار گرفت.

در وبسایت بازبینی جمعی این فیلم بر اساس ۱۸۶ نقد، با میانگین امتیاز ۸٫۳/۱۰، ۹۶٪ محبوبیت دارد. اجماع منتقدان این وب‌سایت می‌گوید: «روزهای عالی یک درام جذاب برشی از زندگی با اجرای برجسته کوجی یاکوشو، جواهری بی‌سر و صدا به فیلم‌شناسی قابل‌قبول ویم وندرس کارگردان/نویسنده می‌افزاید. متاکریتیک که از میانگین وزنی استفاده می‌کند، امتیاز ۸۰ از ۱۰۰ را به فیلم اختصاص داده است. بر اساس ۳۸ منتقد، که نشان دهنده نظرات «به‌طور کلی مطلوب» است.
هسین وانگ از فدراسیون بین‌المللی منتقدان فیلم این فیلم را شاهکار مادام العمر ویم وندرس توصیف کرد. روزنامه‌نگار آلمانی فیلم دیتر اوسوالد نوشت: «وندرس با خیالی آسوده موفق می‌شود فیلمی نسبتاً کامل بسازد.»«گاردین» روزهای عالی را «بهترین فیلم ویم وندرس در چند سال اخیر» نامید و فیلم را به دلیل به همان اندازه که یک مانیفست یک فیلم سینمایی است… نه فقط از یک نگاه جدید، بلکه از یک روش جدید از زندگی کردن حمایت می‌کند، تمجید کرد. اجرای کوجی یاکوشو به دلیل توانایی او «در تقویت یک زندگی داخلی فوق‌العاده غنی، تقریباً به‌طور کامل بدون تکیه بر دیالوگ، تحسین‌برانگیز شد.»
هیرایاما به عنوان یک تمیزکننده توالت عمومی یک زندگی انفرادی دارد. هیرایاما بیشتر از چند کلمه در طی چند روز صحبت نمی‌کند. بیشتر مردم حتی او را نمی‌بینند. این موضوع باید روح‌خراش‌کننده‌ترین فیلمی باشد که تا به حال ساخته شده است اما از نگاه مراقبه ذن ویم وندرس در مورد زیبایی، ادراک و سادگی کاملاً برعکس است: این یک تصویر دردناک دوست‌داشتنی و غیرمنتظره است که زندگی را تأیید می‌کند. هیرایاما با چشمانش به دنیا می‌نگرد، اما با قلبش می‌بیند. فیلم از ارتباط عمیق با طبیعت، و ضرورت مکث، برای صرف زمان برای جذب و درک کمال جزئیات کوچک و به ظاهر بی‌اهمیت صحبت می‌کند. هیرایاما نه تنها همه اینها را درک کرده است، بلکه آن را سنگ اصلی ذات خود قرار داده است. ماهیت فیلم به یاد می‌آورد که زندگی واقعاً چقدر ساده است.قهرمان ما برای هر روزی که می‌تواند زنده بماند، شادی و سپاس بی پایانی دارد، او هر چه می‌خواهد دارد. رضایت هیرایاما از زندگیش، حسادت برانگیز است. حسادت کردن به مردی که تمام روز توالت‌ها را تمیز می‌کند و تقریباً هیچ چیز ندارد، پیامی در دل فیلم روزهای عالی است.

### تمجیدها
| جایزه یا جشنواره فیلم                           | تاریخ برگزاری مراسم          | دسته‌بندی                                                       | گیرنده(ها)    | نتیجه      | منبع          |
| ----------------------------------------------- | ---------------------------- | -------------------------------------------------------------- | ------------- | ---------- | ------------- |
| جوایز فیلم‌های بزرگسالان انجمن بازنشستگان آمریکا | بیست و سومین دوره            | بهترین فیلم خارجی زبان                                         | روزهای عالی   | نامزدشده   | [ ۲۵ ] [ ۲۶ ] |
| جوایز اسکار                                     | نود و ششمین دوره جوایز اسکار | جایزه اسکار بهترین فیلم بین‌المللی                              | روزهای عالی   | نامزدشده   | [ ۲۷ ]        |
| جوایز اسکرین آسیا پاسیفیک                       | ۳ نوامبر ۲۰۲۳                | بهترین فیلم                                                    | روزهای عالی   | برنده      | [ ۲۸ ] [ ۲۹ ] |
| جوایز اسکرین آسیا پاسیفیک                       | ۳ نوامبر ۲۰۲۳                | بهترین ساخت                                                    | کوجی یاکوشو   | نامزدشده   | [ ۲۸ ] [ ۲۹ ] |
| جوایز فیلم آسیایی                               | ۱۰ مارس ۲۰۲۴                 | بهترین فیلم                                                    | روزهای عالی   | نامزدشده   | [ ۳۰ ] [ ۳۱ ] |
| جوایز فیلم آسیایی                               | ۱۰ مارس ۲۰۲۴                 | بهترین بازیگر                                                  | کوجی یاکوشو   | برنده      | [ ۳۰ ] [ ۳۱ ] |
| انجمن منتقدان هالیوود                           | ۶ ژانویه ۲۰۲۴                | بهترین ویژگی بین‌المللی                                         | روزهای عالی   | نامزدشده   | [ ۳۲ ]        |
| انجمن منتقدان هالیوود                           | ۶ ژانویه ۲۰۲۴                | بهترین فیلم بین‌المللی سازنده                                   | ویم وندرس     | نامزدشده   | [ ۳۲ ]        |
| انجمن منتقدان هالیوود                           | ۶ ژانویه ۲۰۲۴                | بهترین هنرپیشه بین‌المللی                                       | کوجی یاکوشو   | نامزدشده   | [ ۳۲ ]        |
| جایزه روبان آبی                                 | فوریه ۲۰۲۴                   | بهترین فیلم                                                    | روزهای عالی   | نامزدشده   | [ ۳۳ ]        |
| جایزه روبان آبی                                 | فوریه ۲۰۲۴                   | بهترین بازیگر                                                  | کوجی یاکوشو   | نامزدشده   | [ ۳۳ ]        |
| انجمن منتقدان فیلم بلژیک                        | ۶ ژانویه ۲۰۲۴                | جایزه بزرگ                                                     | روزهای عالی   | نامزدشده   | [ ۳۴ ]        |
| انجمن منتقدان فیلم بوستون                       | ۱۰ دسامبر ۲۰۲۳               | جایزه انجمن منتقدان فیلم بوستون برای بهترین بازیگر نقش اول مرد | کوجی یاکوشو   | رتبه دوم   | [ ۳۵ ]        |
| جشنواره کن                                      | جشنواره فیلم کن ۲۰۲۳         | نخل طلا                                                        | ویم وندرس     | نامزدشده   | [ ۳۶ ]        |
| جشنواره کن                                      | جشنواره فیلم کن ۲۰۲۳         | جایزه بهترین بازیگر مرد جشنواره کن                             | کوجی یاکوشو   | برنده      | [ ۳۷ ]        |
| جشنواره کن                                      | جشنواره فیلم کن ۲۰۲۳         | جایزه هیئت داوران جهانی                                        | ویم وندرس     | برنده      | [ ۳۸ ]        |
| جوایز سزار                                      | ۲۳ فوریه ۲۰۲۴                | بهترین فیلم خارجی                                              | روزهای عالی   | نامزدشده   | [ ۳۹ ] [ ۴۰ ] |
| جوایز فیلم منتخب منتقدان                        | ۱۴ ژانویه ۲۰۲۴               | بهترین فیلم خارجی زبان                                         | روزهای عالی   | نامزدشده   | [ ۴۱ ]        |
| جامعه منتقدان فیلم هیوستون                      | ۲۲ ژانویه ۲۰۲۴               | بهترین ویژگی زبان خارجی                                        | روزهای عالی   | نامزدشده   | [ ۴۲ ] [ ۴۳ ] |
| نظرسنجی منتقدان ایندی‌وایر                       | ۱۱ دسامبر ۲۰۲۳               | بهترین ساخت                                                    | کوجی یاکوشو   | مقام دهم   | [ ۴۴ ]        |
| نظرسنجی منتقدان ایندی‌وایر                       | ۱۱ دسامبر ۲۰۲۳               | بهترین فیلم بین‌المللی                                          | روزهای عالی   | مقام چهارم | [ ۴۴ ]        |
| انجمن بین‌المللی سینمافیل                        | ۱۱ فوریه ۲۰۲۴                | بهترین بازیگر                                                  | کوجی یاکوشو   | نامزدشده   | [ ۴۵ ]        |
| جایزه آکادمی فیلم ژاپن                          | ۸ مارس ۲۰۲۴                  | بهترین فیلم سال                                                | روزهای عالی   | نامزدشده   | [ ۴۶ ] [ ۴۷ ] |
| جایزه آکادمی فیلم ژاپن                          | ۸ مارس ۲۰۲۴                  | کارگردان سال                                                   | ویم وندرس     | برنده      | [ ۴۶ ] [ ۴۷ ] |
| جایزه آکادمی فیلم ژاپن                          | ۸ مارس ۲۰۲۴                  | بهترین بازیگر نقش اول                                          | کوجی یاکوشو   | برنده      | [ ۴۶ ] [ ۴۷ ] |
| کینما جونپو                                     | ۱۸ فوریه ۲۰۲۴                | بهترین بازیگر                                                  | کوجی یاکوشو   | برنده      | [ ۴۸ ]        |
| انجمن منتقدان فیلم جورجیا                       | ۵ ژانویه ۲۰۲۴                | بهترین فیلم بین‌المللی                                          | روزهای عالی   | نامزدشده   | [ ۴۹ ] [ ۵۰ ] |
| جشنواره فیلم برادران ماناکی                     | ۲۹ سپتامبر ۲۰۲۳              | دوربین طلایی ۳۰۰                                               | فرانتس لوستیگ | نامزدشده   | [ ۵۱ ]        |
| جشنواره بین‌المللی فیلم میشکولتس                 | ۹ سپتامبر ۲۰۲۳               | جایزه امریک پرسبرگر برای بهترین فیلم بلند                      | روزهای عالی   | نامزدشده   | [ ۵۲ ]        |
| جشنواره فیلم مونتکلیر                           | ۳۰ اکتبر ۲۰۲۳                | هیئت داوران                                                    | روزهای عالی   | برنده      | [ ۵۳ ]        |
| انجمن منتقدان فیلم تگزاس شمالی                  | ۱۸ دسامبر ۲۰۲۳               | بهترین فیلم خارجی زبان                                         | روزهای عالی   | نامزدشده   | [ ۵۴ ]        |
| حلقه منتقدان فیلم سان‌فرانسیسکو                  | ۹ ژانویه ۲۰۲۴                | بهترین ویژگی بین‌المللی فیلم                                    | روزهای عالی   | نامزدشده   | [ ۵۵ ]        |
| انجمن منتقدان فیلم سیاتل                        | ۸ ژانویه ۲۰۲۴                | بهترین بازیگر در نقش اصلی                                      | کوجی یاکوشو   | نامزدشده   | [ ۵۶ ]        |
| انجمن منتقدان فیلم سنت لوئیس                    | ۱۷ دسامبر ۲۰۲۳               | بهترین فیلم بین‌المللی                                          | روزهای عالی   | نامزدشده   | [ ۵۷ ]        |
| انجمن منتقدان فیلم تورنتو                       | ۱۷ دسامبر ۲۰۲۳               | عملکرد برجسته نقش اصلی                                         | کوجی یاکوشو   |            | [ ۵۸ ]        |
| انجمن منتقدان فیلم منطقه واشینگتن، دی.سی.       | ۱۰ دسامبر ۲۰۲۳               | بهترین فیلم خارجی زبان                                         | روزهای عالی   | نامزدشده   | [ ۵۹ ]        |

## موسیقی متن
موسیقی ای که هیرایاما با نوار کاست خود به آن گوش می‌دهد، موتیف اصلی فیلم است. وندرس در تشریح روشی که هیرایاما برای موسیقی که به آن گوش می‌دهد انتخاب می‌کند، گفت: «شاید او به گذشته چسبیده است. اما او کمی به جوانی خود نیز چسبیده است و آن موسیقی را دوست دارد. او صبح دقیقاً همان چیزی را که قرار است برود انتخاب می‌کند. به آن روز گوش کن و این اتفاقی نیست.» وندرس لو رید را به عنوان «یک صدای قدرتمند در فیلم» توصیف کرد.
| عنوان                           | هنرمند                  | سال  |
| ------------------------------- | ----------------------- | ---- |
| خانه خورشید خیزان               | انیمالز                 | ۱۹۶۴ |
| چشمان آبی روشن                  | ولوت آندرگراوند         | ۱۹۶۹ |
| (نشستن) بارانداز خلیج           | اوتیس ردینگ             | ۱۹۶۸ |
| ساحل ردوندو (آهنگ)              | پتی اسمیت               | ۱۹۷۵ |
| (راه رفتن از طریق) شهر خواب‌آلود | رولینگ استونز           | ۱۹۶۴ |
| روز تمام‌عیار                    | لو رید                  | ۱۹۷۲ |
| میسورا                          | ساچیکو کانه‌نوبو         | ۱۹۷۲ |
| بعدازظهر آفتابی                 | کینکس                   | ۱۹۶۶ |
| خانه طلوع خورشید» (نسخه ژاپنی)  | سایوری ایشیکاوا         | ۲۰۲۳ |
| دختر چشم قهوه‌ای                 | ون موریسون              | ۱۹۶۷ |
| حس خوب                          | نینا سیمون              | ۱۹۶۵ |
| روز عالی (نسخه کوموربی)         | پاتریک واتسون (نوازنده) | ۲۰۲۴ |